# Sergiu Buș
Sergiu Buș, né le 2 novembre 1992 à Cluj-Napoca, est un footballeur roumain qui évolue au poste d'attaquant au Corvinul Hunedoara.

## Carrière
Sergiu Buș joue cinq matchs en Ligue Europa : quatre avec le CFR Cluj, et un avec le CSKA Sofia.
En janvier 2015, il rejoint le club anglais de Sheffield Wednesday.

## Palmarès
- Finaliste de la Coupe de Bulgarie en 2018 avec Levski Sofia